# 科约阿坎区

所在位置

科约阿坎区（西班牙語：Coyoacán）是墨西哥城16个辖区之一，位于联邦区中部。“科约阿坎”来自纳瓦特尔语，意为“有郊狼的地方”。面积54.12平方千米，人口628063，人口密度11605人/平方公里。墨西哥壁画家迭戈·里维拉和芙烈達·卡蘿夫妇曾居住于此。1940年8月20日，列夫·达维多维奇·托洛茨基在位于此地的住所被苏联特工拉蒙·麥卡德暗杀，于21日不治身亡。

## 姐妹城市
- 美国弗吉尼亚州阿灵顿县